# باشگاه فوتبال الاتحاد صلاله
باشگاه فوتبال الاتحاد صلاله (عربی: نادي الاتحاد) یک باشگاه فوتبال در شهر صلاله، عمان است.
این باشگاه که در سال ۱۹۶۵ تأسیس شده سابقه یک نایب قهرمانی در لیگ حرفه‌ای فوتبال عمان را در کارنامه دارد.